# 기상청 사람들: 사내연애 잔혹사 편
《기상청 사람들: 사내연애 잔혹사 편》은 2022년 2월 12일부터 2022년 4월 3일까지 방송된 JTBC 토일 드라마다.

## 기획 의도
열대야보다 뜨겁고 국지성 호우보다 종잡을 수 없는 기상청 사람들의 일과 사랑을 그린 비즈니스 로맨스 드라마

## 제작진

### 제작사
- 앤피오엔터테인먼트
- JTBC 스튜디오

### 제작
- 제작 - 표종록 김형철
- 제작 총괄 - 김도균 황라경
- 기획 총괄 - 강라영

### 크리에이터
- 글 LIne : JTBC 금토 드라마 《미스티》(크리에이터), SBS 금토 드라마 《지금, 헤어지는 중입니다》(크리에이터) 크리에이터
- 강은경

### 극본
- 선영

### 연출
- 차영훈 : KBS 1TV 일일 드라마 《하늘만큼 땅만큼》(조연출), KBS 2TV 수목 드라마 《각시탈》(공동 연출), KBS 2TV 월화 드라마 《상어》(공동 연출), KBS 2TV KBS 드라마 스페셜 《진진》(연출), KBS 2TV KBS 드라마 스페셜 《그런 사랑》(연출), KBS 2TV 수목 드라마 《조선 총잡이》(공동 연출), KBS 2TV 수목 드라마 《왕의 얼굴》(공동 연출), KBS 2TV KBS 드라마 스페셜 《귀신은 뭐하나》(연출), KBS 2TV 특집 드라마 《백희가 돌아왔다》(연출), KBS 2TV 수목 드라마 《함부로 애틋하게》(연출), KBS 2TV 월화 드라마 《너도 인간이니?》(공동 연출), KBS 2TV 수목 드라마《동백꽃 필 무렵》(연출) 연출

## 등장인물

### 주요 인물
- 박민영 : 진하경 (여, 36세) (아역 : 박서경) 역 - 총괄 2과, 총괄예보관.

매사에 똑 부러진다. 일이면 일, 자기관리면 자기관리. 공과 사 확실하고 대인관계마저도 맺고 끊음이 분명한 차도녀에 그 어렵다는 5급 기상직 공무원시험을 단숨에 패스한 뇌섹녀. 하지만 이 모든 잘 나가는 이미지와는 달리 갑갑할 정도로 원칙주의에 모든 인간관계로부터 깔끔하게 선을 긋는 성격탓에 기상청 내에서는 자발적 아싸로 통한다. 까칠하고 예민한 편이다.
그러다 제 성질을 못 이겨서 히스테리를 부릴 때면 다들 그랬다. 성격이 그래가지고 시집 가기는 힘들 거라고... 하지만 세상에 천생연분이란 말이 괜히 있는 게 아니라는 것을 증명하듯 그녀의 까칠한 성격을 다 받아주는 한기준을 만나 어느덧 연애 10년차. 선배들의 경고에도 불구하고 우린 다르다며 당당히 공개연애했건만... 삶의 시그널을 놓치면서 믿었던 남친에게 하루아침에 파혼당하고 실패한 사내연애의 잔혹함을 톡톡히 맛보게 된다.
더욱이 한기준을 가로채 간 여자의 구남친 이시우와 한팀으로 엮이면서 담담한 척하며 견디는 복잡한 속내를 몽땅 들키면서 참으로 껄끄럽고 팀장으로서 민망할 뿐인데... 찬바람이 몹시 불던 어느 날, 그가 던진 위로에 그간 눌러왔던 감정이 터지면서 다시는 사내연애 따위 하지 않겠다던 그녀의 삶에 또다시 폭풍우가 휘몰아친다. 기준의 전 약혼녀. 시우의 연인.
- 송강 : 이시우 (남, 29세) (아역 : 송민재) 역 - 총괄 2과, 특보 담당.

때 시時 비 우雨. 때맞춰 내리는 비처럼 어딜가나 반가운 존재가 되라는 이름을 가졌다. 평생 농사를 지었던 할아버지에게 일찍 맡겨져서 자란 탓인지 순박하고 감정표현에 솔직한 편이다. 좋고 싫은게 분명해서 썸 같은 애매한 감정에 질색한다. 덤벙덤벙 허둥지둥 어디가 좀 모자란 것 같기는 한데 IQ가 무려 150!
작정하고 달려들면 못할 게 없지만 그의 관심은 오로지 날씨! 뿐이다. 평소에는 순딩순딩 허술해 보이다가도 날씨와 관련된 일이라면 눈빛이 바뀌면서 놀라운 집중력을 발휘한다. 누가 그랬던가. 사랑하면 알게 되고 알면 보인다고... 복잡한 일기도와 변덕스러운 날씨가 시우에게는 딱 그런 존재다. 하지만 좋아하는 여자의 마음은 그녀가 좋아질수록 아리송한 건지... 그녀가 보내는 권태신호를 눈치채지 못해 대차게 차인 것으로도 모자라 자신과는 모든 면에서 너무 다른 넘사벽 진하경과장에게 꽂히면서 짠내나는 순애보를 이어가게 되는데... 유진의 옛연인. 하경의 연인. 명한의 아들. 비혼주의자.
- 윤박 : 한기준 (남, 36세) 역 - 기상청 대변인실 통보관

반듯한 외모만큼이나 논리정연하고 설득력 또한 뛰어나다, 자신의 입장을 설명할 때는 더더욱! 신입시절 예보국 총괄팀으로 발령이 나서 고전을 면치 못하다가 자신의 그럴 수밖에 없는 이유를 피력하는 유창함을 인정받아 대변인실로 스카웃 되었다. 순발력이 좋고 언론대응능력이 뛰어나다는 평가를 받지만 그뒤에 하경의 서포트가 있다는 사실을 알만한 사람들은 다 알고 있다.
평생을 모범생으로 살아서 실패에 대한 내성이 약한 편인데, 기준 대신 총괄팀에서 꿋꿋하게 견디는 하경을 보고 묘한 열등감을 느끼면서 충동적인 행동을 하게 된다. 뭐든 재고 따지고 보는 기준에게는 그야말로 일생일대의 마음가는대로 저지른 일이라 불안하고 찌질해지기도 하지만 아슬아슬 위태위태 위기를 넘기면서 자신의 선택에 끝까지 최선을 다하게 된다. 하경의 옛연인. 유진의 남편.
- 유라 : 채유진 (여, 27세) 역 - 문민일보 기상전문 기자

호불호가 분명하고 뭐든 중간이 없다, 어떤 날은 자신감 과잉이었다가 싫은 소리 한마디 듣고 나면 지하 200미터 아래로 땅굴을 파고 들어가는 불안의 아이콘. 특종이 터지는 사건 현장을 뛰어다니고, 카페 테라스에 앉아 노트북으로 기사를 송고하는 멋진 모습을 상상하면서 언론사에 들어왔는데, 깊이가 없다는 이유로 '날씨와 생활팀'에 배치 됐다.
선배들은 기상청만큼 특종이 많은 곳도 없다지만 정작 현실은 날씨와 관련된 기사 한줄도 신문사 사주의 비위를 맞춰야 하는 자신의 처지에 질려가는 중이다. 더욱이 관련 지식과 용어는 왜 그렇게 어려운 것인지... 기사 한줄 쓰자고 그 많은 공부를 하자니 여러모로 비효율적이다 싶어서 브리핑하는 사무관에게 그때그때 질문을 던지다가 아예 꼬셔버렸다.
원래 그 나라 말을 배우려면 연애를 하라는 말도 있듯이. 처음에는 다분히 이기적인 속셈이었는데, 선배 기자에게 깨지고 불안감이 극에 달하던 날 취집을 결정하게 된다. 시우의 옛연인. 기준의 아내.

### 기상청 사람들
- 이성욱 : 엄동한 (남, 49세) 역 - 총괄 2과, 선임예보관.

까칠한 인상, 퉁명스러운 어투, 어쩌다 기분 좋을 때 내뱉는 농담조차 너무 썰렁해서 사람들을 얼려버리는 아이스맨이다. 9급 공채로 기상청에 들어와서 처음 발령받은 곳이 백령도 관측소. 이후 전국의 기상대와 지방청을 두루 돌며 한국의 지형과 날씨를 익힌 예보통. 사회성도 부족하고 융통성은 더더욱 없지만 일기예보 하나만큼은 현업에서 뛰는 예보관 중에 으뜸이라 자신했다.
도와줘요, 슈퍼맨!! 그를 필요로 하는 곳이면 언제 어디든 달려갔는데... 그러다보니 정작 가족은 돌보지 못한채 떨어져 지낸지 어언 14년 세월. 이제는 집으로 돌아와 가족과 함께 하고 싶지만, 어느새 부쩍 커버린 딸과 남보다 더 어색해하는 아내와 마주하면서 히어로로 살아온 세월을 후회하며 노심초사하게 된다. 향래의 남편. 보미의 아버지.
- 문태유 : 신석호 (남, 41세) 역 - 총괄 2과, 동네 예보 담당.

박학다식, 철두철미, 안분지족. 아는 것 많고 매사 꼼꼼해서 그의 레이더에 걸리는 정보가 상당하지만 괜히 귀찮아지는게 싫어서 봐도 못 본척 들어도 못 들은척 시치미를 떼기 일쑤다. 철저한 개인주의자로 혼자만의 라이프를 사랑하고, 단순한 취미활동을 즐기던 어느 날, 그의 상식으로는 도저히 이해불가한 태경에게 반하게 된다. 태경의 연인.
- 윤사봉 : 오명주 (여, 45세) 역 - 총괄 2과, 통보 및 레이저 분석 주무관.

봄과 가을의 포근함처럼 뭐든 다 받아주는 큰 누나 같은 존재. 털털해보이는 외모와는 달리 한때는 예보국 최연소 과장 자리를 넘봤을만큼 예보에 대한 애정이 남달랐던 야심가. 하지만 결혼해서 예정에 없던 아이를 임신하고 출산과 육아휴직을 반복하다보니 지금 그녀의 바람이 있다면 아이들이 초등학교를 졸업할때까지만 무사히 직장생활을 하는 것이다.
12시간 풀로 돌아가는 교대근무에 아이들 양육하는 것만으로도 과로사할 판인데 사내연애로 결혼한 남편이 갑자기 휴직을 하게 되면서 인생의 새로운 전환점을 맞게 된다.
- 채서은 : 김수진 (여, 26세) 역 - 총괄 2과, 초단기예보.

공부는 잘 했고, 그것 말고는 다른 장기가 없어서 공무원이 됐다. 스무 살이 넘도록 뭐하나 내 맘대로 결정해 본 게 없는 것 같다. 대학도 기상청도 부모님의 세워준 인생설계에 맞춰서 왔다. 덕분에 기상청에 입사한지 어언 2년이 넘었음에도 이 직장이 내게 맞는 걸까? 매일매일 갈등 중이다.
- 권해효 : 고봉찬 (남, 60세) 역 - 서울 본청 예보국장

기상장교로 3년 복무하고 기상청에 입사해서 오직 예보에만 전 여생을 쏟아 부은 예보통이자 기상청의 최고참, 정년퇴임을 눈앞에 두고 있다. 오직 한 길만을 걸어왔고 이제 그 끝이 보인다는 사실이 너무나 행복하다. 헌데, 좀 조용하게 퇴직하려고 했는데 여름철 방재기간을 앞두고 총괄팀이 개편되면서 하루도 마음 편할 날 없는 나날을 보내고 있다.
- 신동력 : 국가기상위성센터 직원 역

### 기상청 외 사람들
- 김미경 : 배수자 (여, 68세) 역 - 태경과 하경의 어머니

드센 성격, 불도저 같은 추진력, 정곡을 찌르는 말빨. 한번 맘먹은 일은 하늘이 두쪽나도 관철하는 불굴의 여인이다. '엄마 쫌... 안 그러면 안돼?' 진저리치는 딸년에게 내 캐릭이 이만했으니 니들 고아 만들지 않고 이만큼 키운 거라고 당당하게 말하는 징글맘 되시겠다.
- 정운선 : 진태경 (여, 41세) 역 - 하경의 언니, 동화작가.

하경이 IQ가 높다면 태경은 EQ가 높은 타입. 셈은 약하지만 감수성은 풍부하고 친화력 하나 끝내준다. 철학을 전공했다가 뒤늦게 재능을 발견하고 동화작가로 전업했다. 데이터를 보고 날씨를 예측하는 하경과는 달리 어제는 날씨가 맑아서... 오늘은 날씨가 궂어서 일하기가 참 싫은 기분에 살고 기분에 죽는 아티스트. 석호의 연인.
- 장소연 : 이향래 (여, 45세) 역 - 동한의 아내, 보미의 어머니.

남편과는 선 보고 석달만에 결혼에 골인했다. 모르는 사람은 남편인 엄동한이 행래에게 첫눈에 반해서 결혼을 밀어붙였다고 생각하지만 사실 그녀의 의지가 더 강했다. 예보관으로서의 사명감이 남달랐던 남편. 젊었을 때는 그의 그런 모습이 존경스럽고 평생 뒷바라지할 마음이었는데 그녀도 지쳤는지 한때는 좋아보이던 남편의 우직한 성격 때문에 속에서 천불이 올라온다.
- 이승주 : 엄보미 (여, 14세) 역 - 동한과 향래의 외동딸

평소에는 생글생글 잘 웃다가도 아빠만 봤다하면 뚱해진다, 14년만에 같이 살게 된 아빠가 싫어서라기보다는 불편하고 어색해서인데 자꾸만 섭섭해 하는 아빠 때문에 살짝 고민이다.

### 특별출연
- 오대환 : 이자카야 가게 사장 역 (2회, 9회)
- 김종태 : 최종수 역 - 하경의 직속 상사이자 전임 총괄 2팀 과장 (1회)
- 전국향 : 이 여사 역 (3회)
- 전배수 : 이명한 역 - 시우의 아버지 (6회, 11회 ~ 16회)
- 서정연 : 성미진 역 - 제주도 기상청 총괄과장 (11회 ~ 13회)
- 윤복인 : 유진의 어머니 역 (12회 ~ 13회)
- 서현철 : 유진의 새 아버지 역 (13회)
- 박명신 : 한기준의 어머니 역
- 박영수 : 유진의 직속 상사 역

## 시청률
최저 시청률과 최고 시청률은 시청률 조사회사와 지역별로 시청률에 차이가 있을 수 있습니다.
| 시즌 | 시즌 | 에피소드 번호 | 에피소드 번호 | 에피소드 번호 | 에피소드 번호 | 에피소드 번호 | 에피소드 번호 | 에피소드 번호 | 에피소드 번호 | 에피소드 번호 | 에피소드 번호 | 에피소드 번호 | 에피소드 번호 | 에피소드 번호 | 에피소드 번호 | 에피소드 번호 | 에피소드 번호 | 평균  |
| 시즌 | 시즌 | 1             | 2             | 3             | 4             | 5             | 6             | 7             | 8             | 9             | 10            | 11            | 12            | 13            | 14            | 15            | 16            | 평균  |
| ---- | ---- | ------------- | ------------- | ------------- | ------------- | ------------- | ------------- | ------------- | ------------- | ------------- | ------------- | ------------- | ------------- | ------------- | ------------- | ------------- | ------------- | ----- |
|      | 1    | 1.103         | 1.306         | 1.692         | 1.812         | 1.406         | 1.615         | 1.677         | 1.785         | 1.503         | 1.844         | 1.747         | 1.799         | 1.718         | 1.634         | 1.315         | 1.627         | 1.599 |

| 2022년 | 2022년   | 2022년               | 2022년         | 2022년       |
| 회차   | 방송일   | 부제 (서브 타이틀)   | AGB 시청률     | AGB 시청률   |
| 회차   | 방송일   | 부제 (서브 타이틀)   | 대한민국(전국) | 서울(수도권) |
| ------ | -------- | -------------------- | -------------- | ------------ |
| 제1회  | 2월 12일 | 시그널 (Signal)      | 4.514%         | 5.557%       |
| 제2회  | 2월 13일 | 체감온도             | 5.455%         | 5.988%       |
| 제3회  | 2월 19일 | 환절기               | 6.787%         | 7.342%       |
| 제4회  | 2월 20일 | 가시거리             | 7.849%         | 9.046%       |
| 제5회  | 2월 26일 | 국지성 호우          | 6.103%         | 7.333%       |
| 제6회  | 2월 27일 | 열섬현상             | 7.007%         | 8.120%       |
| 제7회  | 3월 5일  | 오존주의보           | 6.448%         | 7.401%       |
| 제8회  | 3월 6일  | 불쾌지수             | 7.514%         | 8.723%       |
| 제9회  | 3월 12일 | 마른장마             | 6.421%         | 7.236%       |
| 제10회 | 3월 13일 | 열대야               | 7.555%         | 8.805%       |
| 제11회 | 3월 19일 | 1 °C                 | 7.232%         | 8.473%       |
| 제12회 | 3월 20일 | 변이지역             | 7.618%         | 8.521%       |
| 제13회 | 3월 26일 | 시나리오 1.2.3       | 7.068%         | 8.203%       |
| 제14회 | 3월 27일 | 이동성 고기압        | 6.828%         | 7.578%       |
| 제15회 | 4월 2일  | 앙상블               | 5.650%         | 6.113%       |
| 제16회 | 4월 3일  | 내일의 정답 (최종회) | 7.344%         | 8.316%       |

## OST
- Part.1 치즈 - 사르르쿵 (2022.02.20 발매)
- Part.2 온유 (샤이니) - 마음주의보 (2022.02.27 발매)
- Part.3 규현 (슈퍼주니어) - Promise You (2022.03.06 발매)
- Part.4 로시 (Rothy) - 소중한 게 생겼나 봐 (2022.03.12 발매)
- Part.5 존박 - 니가 내리는 날에 (2022.03.13 발매)
- Part.6 펀치 - 이만큼 난 너를 사랑해 (2022.03.19 발매)
- Part.7 김나영 - 조금 더 아파도 (2022.03.20 발매)
- Part.8 기리보이 - 이상기후 (2022.03.27 발매)
- Part.9 린 - Open Your Heart (2022.04.02 발매)

## 같이 보기
- 대한민국의 텔레비전 드라마 목록 (ㄱ)
- 2022년 대한민국의 텔레비전 드라마 목록